# Deduplikacja blokiem o stałej wielkości
Deduplikacja blokiem o stałej wielkości (ang. fixed-block deduplication) – jeden z rodzajów deduplikacji. Dzieli pliki na bloki, czyli sekwencje bajtów o stałej wielkości (typowo między 4 kB a 64 kB).
Nie porównuje ona hashów całych plików, jak w przypadku eliminacji identycznych duplikatów (z ang. Single-Instance Storage), lecz tworzy hash dla każdego bloku z osobna. Daje to wymierne korzyści, gdy duże pliki rosną przez dodawanie do nich nowych danych, lub kiedy długie sekwencje bajtów są modyfikowane między zadaniami backupowymi.
Przykładem danych, które rosną w sposób umożliwiający deduplikację blokiem o stałej wielkości są pliki poczty elektronicznej (np. MS Outlook Express) oraz niektóre rodzaje baz danych.
Minusem tego rodzaju deduplikacji jest niemożność rozpoznania kopii sekwencji bajtów, gdy dane zostają zmodyfikowane w miejscu innym niż na końcu – jedynie dopisanie nowych rekordów danych w miejscu, gdzie uprzednio zapisany plik się kończy umożliwia efektywne działanie deduplikacji fixed-block.